# McSherrystown
McSherrystown és una població dels Estats Units a l'estat de Pennsilvània. Segons el cens del 2000 tenia 2.691 habitants.

## Demografia
Segons el cens del 2000, McSherrystown tenia 2.691 habitants, 1.175 habitatges, i 727 famílies. La densitat de població era de 1.998,1 habitants per quilòmetre quadrat.
Dels 1.175 habitatges en un 29% hi vivien nens de menys de 18 anys, en un 45,7% hi vivien parelles casades, en un 11,7% dones solteres, i en un 38,1% no eren unitats familiars. En el 32% dels habitatges hi vivien persones soles el 15,4% de les quals corresponia a persones de 65 anys o més que vivien soles. El nombre mitjà de persones vivint en cada habitatge era de 2,27 i el nombre mitjà de persones que vivien en cada família era de 2,86.
Per edats la població es repartia de la següent manera: un 22,3% tenia menys de 18 anys, un 8,1% entre 18 i 24, un 31% entre 25 i 44, un 20,4% de 45 a 60 i un 18,2% 65 anys o més.
L'edat mediana era de 37 anys. Per cada 100 dones de 18 o més anys hi havia 82,4 homes.
La renda mediana per habitatge era de 32.286 $ i la renda mediana per família de 40.089 $. Els homes tenien una renda mediana de 33.378 $ mentre que les dones 20.784 $. La renda per capita de la població era de 20.158 $. Entorn de l'1,4% de les famílies i el 6% de la població estaven per davall del llindar de pobresa.

## Poblacions properes
El següent diagrama mostra les poblacions més properes.